# (32807) Кваренги
(32807) Кваренги (лат. Quarenghi) — типичный астероид главного пояса, открыт 24 сентября 1990 года советскими астрономами Людмилой Журавлёвой и Галиной Кастель в Крымской астрофизической обсерватории и 18 марта 2003 года назван в честь архитектора и художника Джакомо Кваренги.

## Обнаружение и именование
(32807) Кваренги
Открыт 24 сентября 1990 года в Крымской астрофизической обсерватории Л. В. Журавлёвой и Г. Р. Кастель.
Джакомо Кваренги (1744—1817) считается одним из лучших архитекторов в истории Санкт-Петербурга. Он спроектировал Эрмитажный театр, Смольный институт, Гвардейский манеж в Санкт-Петербурге и Александровский дворец в Царском Селе.
Оригинальный текст (англ.)32807 Quarenghi
Discovered 1990 Sept. 24 by L. V. Zhuravleva and G. R. Kastel' at the Crimean Astrophysical Observatory.
Jacomo Quarenghi (1744—1817) is regarded as one of the best architects in the history of St. Petersburg. He designed the Hermitage theater, the Smolny Institute, the Guards' Manege in St. Petersburg and Alexandre Palace in Tsarskoye Selo.
Источники: 20030318/MPCPages.arc; M.P.C. 48161.

## Орбита

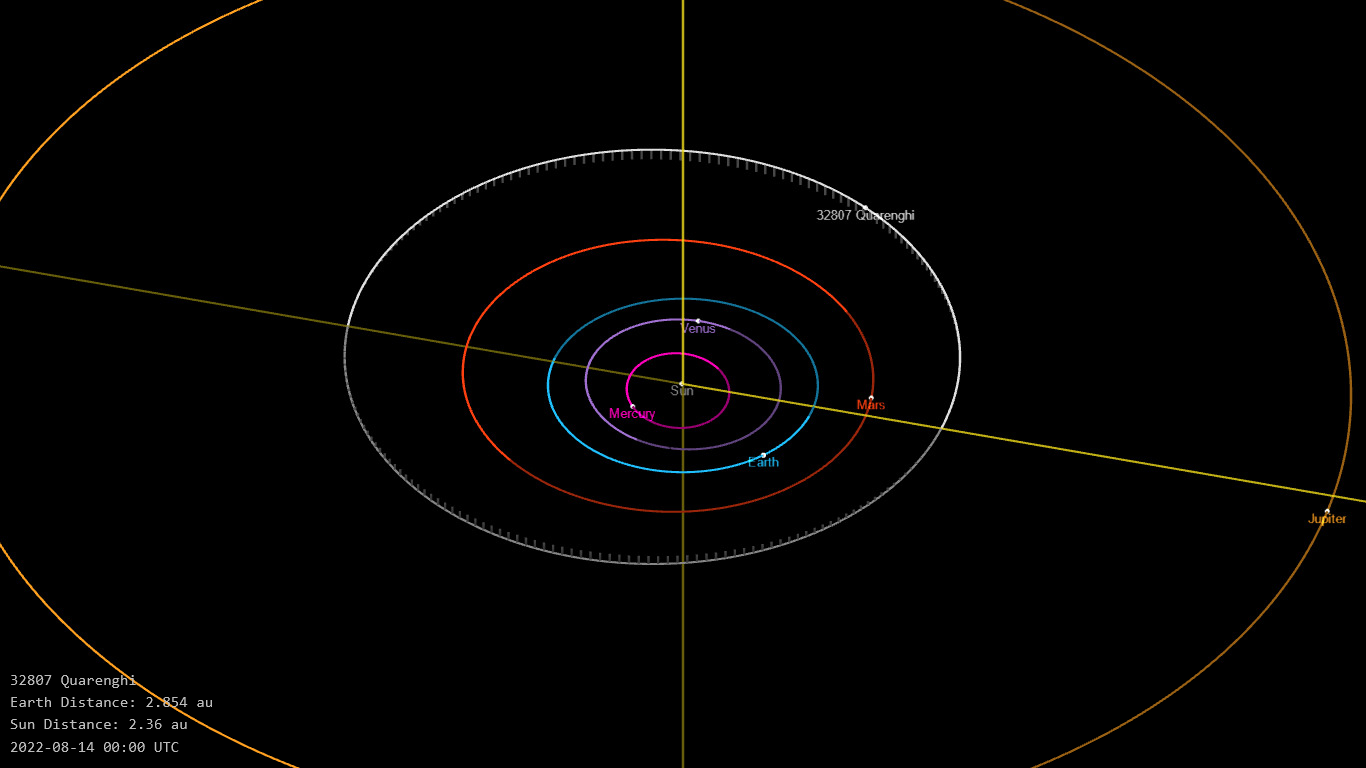
Орбита астероида Кваренги и его положение в Солнечной системе

## Физические характеристики
Из наблюдений телескопа VISTA следует, что астероид относится к таксономическому классу U.
По результатам наблюдений в видимом и ближнем инфракрасном диапазоне космического телескопа NEOWISE диаметр астероида сначала оценивался равным 6,046±0,078 км, позже — 4,84±1,33 км, 5,672±0,158 км, 4,93±1,28 км и 4,16±1,03 км, 4,79±1,77 км. Согласно тем же источникам альбедо оценивается как 0,0599±0,0067, 0,08±0,05, 0,079±0,014, 0,073±0,072 и 0,102±0,056, 0,077±0,078.